# Ereditarietà eterosomica recessiva
Per ereditarietà eterosomica recessiva si intende la trasmissione di caratteri recessivi portati da un eterosoma (cromosoma sessuale), nel caso della specie umana i cromosomi X o Y.

## Meccanismo
Il cromosoma X contiene molti geni importanti per la crescita e lo sviluppo, molti di più del cromosoma Y che è di gran lunga più piccolo. Le donne possiedono due copie del cromosoma X e pertanto, se uno dei due geni presenta una alterazione, il gene normale dell'altro cromosoma può compensare la copia alterata. Se questo accade, la donna risulterà dunque sana e portatrice della malattia legata al cromosoma X, pur mostrando in alcuni casi, lievi sintomi della malattia.

Gli uomini possiedono invece un cromosoma X e uno Y e pertanto, se uno dei geni presenti sull'X risulta alterato, non può esserci compensazione e in questo caso l'alterazione è determinante per la espressione della malattia. Le malattie ereditate attraverso questo tipo di eredità sono dette eterosomiche recessive o legate all'X e condividono le seguenti caratteristiche:
1. Il fenotipo è più comune nei maschi che nelle femmine
2. Nessun figlio maschio di un padre affetto e madre sana non portatrice manifesta il carattere (dato che la madre sana fornirà sempre un X non portatore della mutazione)
3. Tutte le figlie femmine di un maschio affetto e madre sana non portatrice sono portatrici (poiché necessariamente uno dei due X della femmina, ereditato dal padre, è portatore della mutazione)
4. Tutti i figli maschi di una madre affetta e metà di quelli di una madre portatrice manifestano il carattere

Due patologie che si manifestano in seguito all'ereditarietà eterosomica recessiva sono l'emofilia (famoso il caso della famiglia della regina Vittoria) e il daltonismo. Una malattia rara della vista è il Monocromatismo dei coni blu o Blue Cone Monochromacy.